# Genoa (Illinois)
Genoa es una ciudad ubicada en el condado de DeKalb en el estado estadounidense de Illinois. En el Censo de 2010 tenía una población de 5193 habitantes y una densidad poblacional de 754,91 personas por km².

## Geografía
Genoa se encuentra ubicada en las coordenadas 42°5′28″N 88°41′42″O / 42.09111, -88.69500. Según la Oficina del Censo de los Estados Unidos, Genoa tiene una superficie total de 6.88 km², de la cual 6.74 km² corresponden a tierra firme y (2.07%) 0.14 km² es agua.

## Demografía
Según el censo de 2010, había 5193 personas residiendo en Genoa. La densidad de población era de 754,91 hab./km². De los 5193 habitantes, Genoa estaba compuesto por el 93.07% blancos, el 0.81% eran afroamericanos, el 0.19% eran amerindios, el 0.46% eran asiáticos, el 0.02% eran isleños del Pacífico, el 3.76% eran de otras razas y el 1.69% pertenecían a dos o más razas. Del total de la población el 15.1% eran hispanos o latinos de cualquier raza.